# أنطونيو بيغافيتا
أنطونيو بيغافيتا (بالإيطالية: Antonio Pigafetta)‏ هو مؤرخ ومستكشف إيطالي بندقي ولد في سنة 1491 في فيتشنزا في جمهورية البندقية، كان أحد المرافقين لرحلة المستكشف البرتغالي فرناندو ماجلان والإسباني خوان سباستيان إلكانو والتي كانت أول رحلة دوران حول الأرض والتي كانت بأمر وخدمة الملك كارلوس الأول ملك إسبانيا في سنة 1519، خدم كمساعد لماجلان ومدون له وللرحلة، بيغافيتا كان واحد من 18 رجل فقط من الذين تمكنوا من العودة إلى إسبانيا في سنة 1522 بعد أن كانت مكونة أكثر من 220 شخص من الطاقم حين عاد جزء منهم إلى إسبانيا في حين أن الأغلبية كانت قد ماتت أثناء الرحلة وكان من ضمنهم قائد الرحلة ماجلان الذي قتل في الفلبين في سنة 1521، ليكون بيغافيتا المصدر الوحيد أنذاك لرحلة ماجلان وإلكانو . بعد انتهاء الرحلة خدم في البحرية الإيطالية التابعة لفرسان الإسبتارية وتوفي في حوالي سنة 1531.

## الشباب
إنتمى بيغافيتا لعائلة غنية من فيتشنزا في شمال شرق إيطاليا، درس الفلك والجغرافيا وعلم الخرائط، خدم في فرسان رودس من سنة 1516 إلى سنة 1519 ثم تم نقل خدماته إلى إسبانيا بأمر المونسنيور البابوي فرانشسكو تشيريغاتي.

## الدوران حول العالم
أثناء تواجده في إشبيلية سمع بيغافيتا عن رحلة ماجلان ليقرر الانضمام إليها، خلال الرحلة قام بيغافيتا بتدوين عدة معلومات عن الجغرافية والمناخ والطبيعة والحيوانات والنباتات وعن السكان الأصليين في المناطق التي وصل إليها، وتكلم عن ما حصل لطاقم الرحلة، كما قام برسم عدة خرائط ساعدت المستكشفين فيما بعده.

## العودة
أصيب بيغافيتا أثناء معركة ماكتان في الفلبين والتي قتل بها ماجلان ليعود مع خوان سباستيان إلكانو إلى إسبانيا مع 16 رجل آخر، في سبتمبر 1522 عاد إلى ميناء شلوقة في قادش. وبعد ثلاث سنوات من انتهاء الرحلة قرر العودة إلى البندقية في سنة 1525، دونت مغامراته هناك في كتاب عنوانه تقرير عن الرحلة الأولى حول العالم والتي كتبت من المؤرخ الإيطالي جيوفاني باتيستا راموسيو في سنة 1550. أعتقد أن كتابات بيغافيتا كانت المصدر الوحيد لرحلة ماجلان قبل أن تكتشف كتابات الرحالة الهولندي ماكسمليانوس ترانسلفيانوس من الفلاندرز الذي كان من ضمن طاقم الرحلة الناجين. خدم بيغافيتا بعد ذلك ضمن فرسان رودس وتوفي في سنة 1531.

## روابط خارجية
- أنطونيو بيغافيتا على موقع الموسوعة البريطانية (الإنجليزية)